# 달천

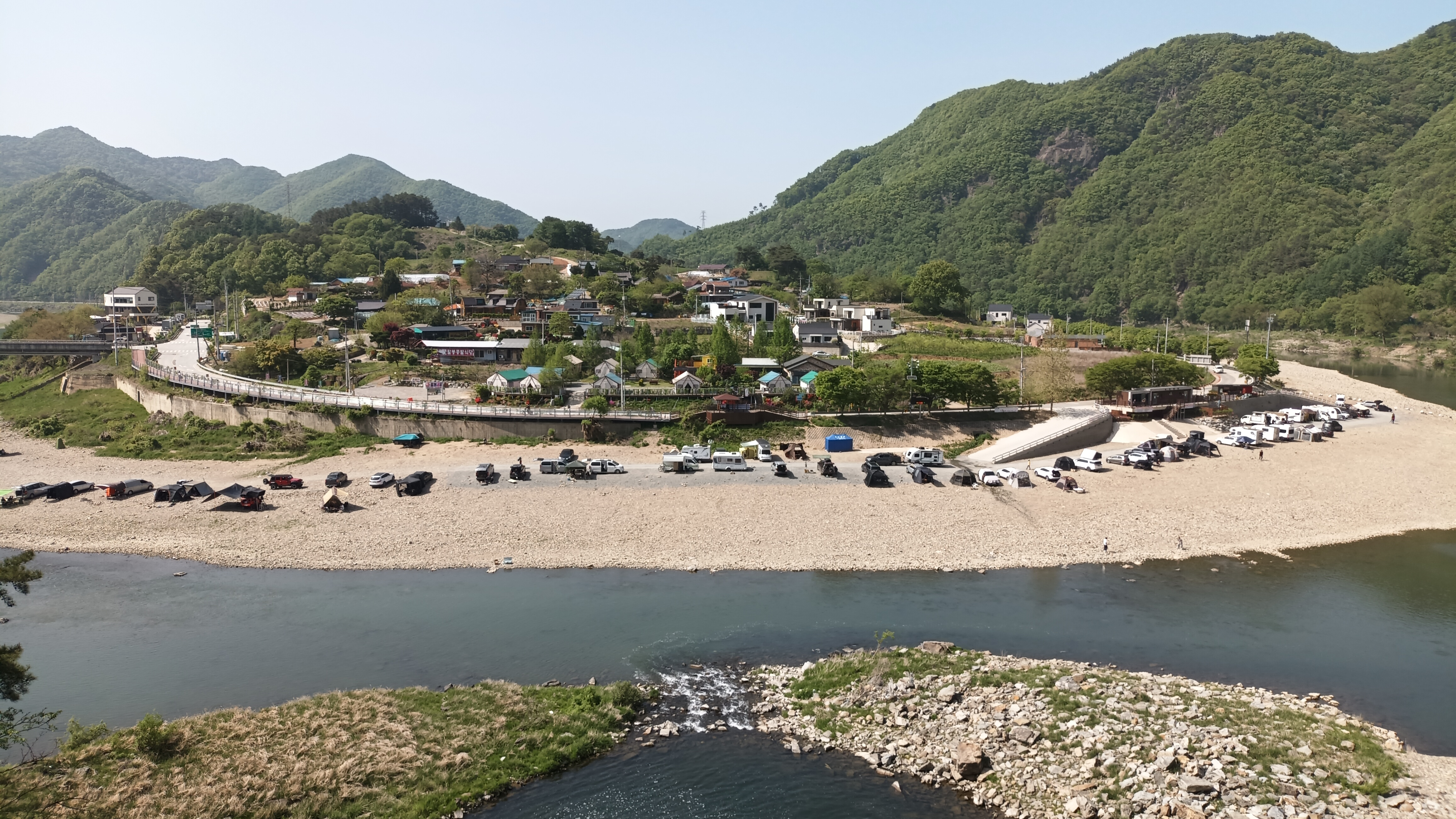
수주팔봉 캠핑장

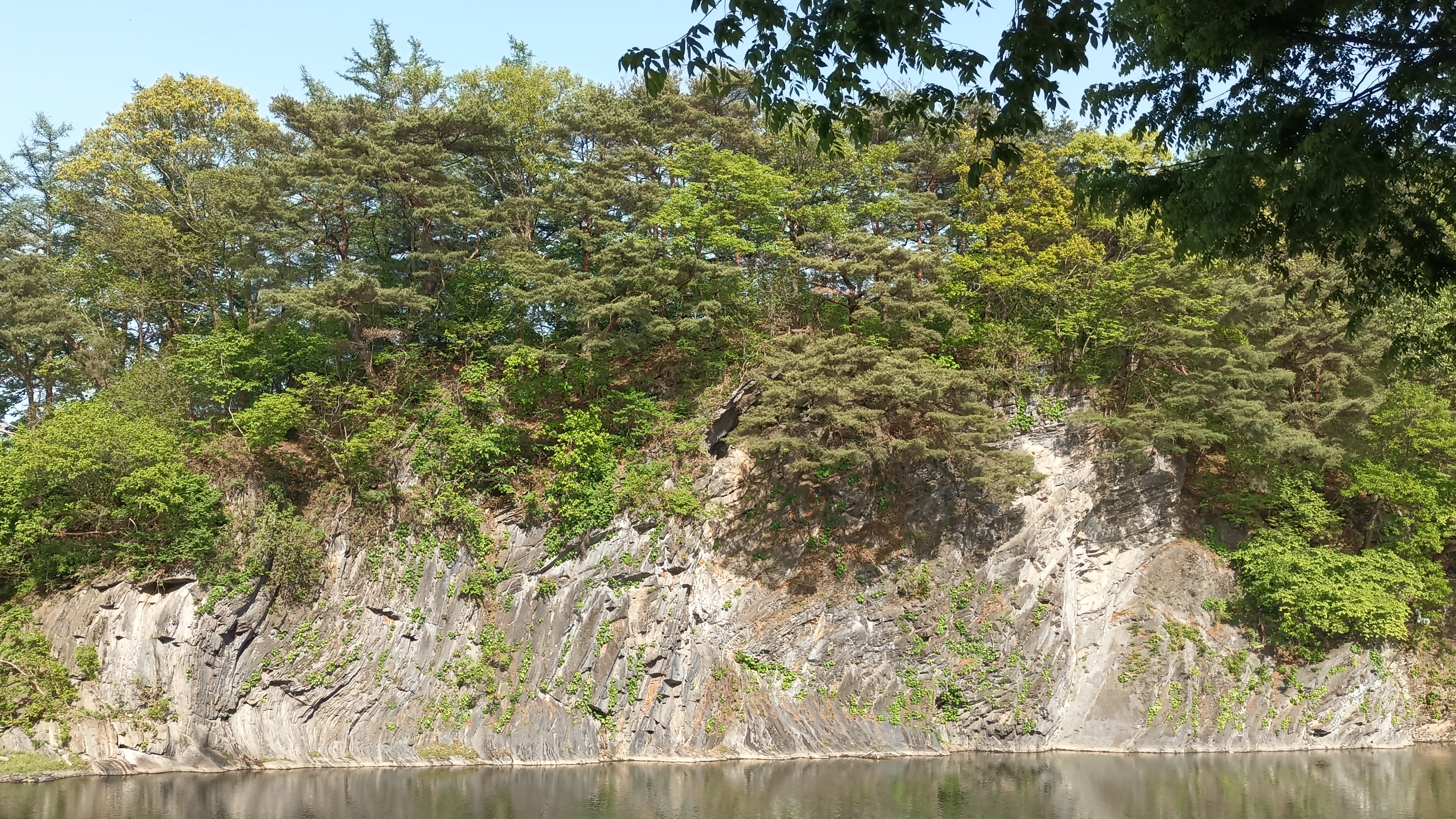
충북 청주시 상당구 미원면 옥화리 옥화9경 제3경 천경대

달천(達川)은 충청북도 보은군 속리산면 속리산에서 발원하여 충청북도 괴산군과 충주시를 가로지르는 대한민국의 국가하천으로, 충청북도 충주시 중앙탑면에서 남한강과 합류한다. 길이는 123km, 유역 면적은 1,614km2이다. 달천의 중류구간에는 과거 괴산군과 보은군의 식수원으로 이용되었던 괴산호가 위치해 있다.

## 달천의 주요 지류
- 요도천
- 석문동천
- 음성천
- 동진천
- 쌍천
- 신월천
- 미원천